# Fraser Lake
Fraser Lake es un pueblo canadiense situado en la provincia de Columbia Británica.

## Superficie
Fraser Lake tiene una superficie de 4,06 km².

## Demografía
En 2021, tenía 965 habitantes, una densidad poblacional de 237,4 hab./km², y 543 viviendas.